# Tanja Ribič
Tanja Ribič, slovenska igralka in pevka zabavne glasbe, * 28. junij 1968, Trbovlje.
Prve tri sezone je bila ena izmed žirantov v resničnostnem šovu Znan obraz ima svoj glas. Leta 2016 je v filmu Vaiana: Iskanje bajeslovnega otoka sinhronizirala lik Sina. 
Končala je študij igralstva na AGRFT. Od 7. julija 1992 je stalna članica ansambla Mestnega gledališča ljubljanskega.

### Zasebno
Z možem Brankom Đurićem Đurom ima dve hčeri.

## Nagrade in priznanja
- 1994: Žlahtna komedijantka na Dnevih komedije v Celju za vlogo Suzette v uprizoritvi Pridi gola na večerjo M. Camolettija – MGL
- 1999: Dnevnikova nagrada za vlogo Elize Doolittle v Pigmalionu B. Shawa – MGL
- 2008: Nagrada za najboljšega igralca ali igralko na filmskem festivalu v Taormini na Siciliji za vlogo v filmu Traktor, ljubezen in rock'n'roll režiserja Branka Djurića
- 2011: Plaketa na Festivalu domačih igranih serij FEDIS v Beogradu za vlogo Lili Muhe v TV seriji Naša mala klinika

## Politika
Na predsedniških volitvah 2022 je javno podprla Sabino Senčar, kandidatko zunajparlamentarne stranke Resni.ca.
Na evropskih volitvah 2024 je kandidirala na šestem mestu liste Državljanskega gibanja Resni.ca. Na volitvah 9. junija stranki ni uspel preboj v Evropski parlament, Tanja Ribič pa je dobila 1.740 preferenčnih glasov volivcev.

## Nastopi na televiziji

### Viktorji– kot voditeljica
- 1994: Viktorji 1993 – z Romanom Končarjem
- 2001: Viktorji 2000 – z Janezom Hočevarjem

### Znan obraz ima svoj glas– kot žirantka
- 2014: 1. sezona – z Ireno Tiran Yebuah in Boštjanom Gombačem
- 2015: 2. sezona – z Gojmirjem Lešnjakom in Ireno Tiran Yebuah
- 2016: 3. sezona – z Gojmirjem Lešnjakom in Ireno Tiran Yebuah

## Filmografija

### Film
| Leto | Film                             | Vloga          |
| ---- | -------------------------------- | -------------- |
| 1990 | Umetni raj                       |                |
| 1990 | Jecarji                          | Afrodita       |
| 1990 | Silicijev horizont               |                |
| 1991 | Srčna dama                       |                |
| 1991 | Triangel                         |                |
| 1994 | Halgato                          | Iza            |
| 1996 | Junaki petega razreda            | Učiteljica     |
| 2000 | Nepopisan list                   | Lukova mama    |
| 2001 | Nikogaršnja zemlja               | Martha         |
| 2003 | Kajmak in marmelada              | Špela          |
| 2009 | Bolt                             | Stumfek        |
| 2010 | La prima notte della luna        | Sheila         |
| 2010 | Ti presento un amico             | Žena Volkerja  |
| 2011 | Traktor, ljubezen in rock'n'roll | Silvija        |
| 2011 | Zlatolaska                       | mama Gothel    |
| 2012 | Hvala za Sunderland              | Sabina         |
| 2014 | Zvončica in piratska vila        | Kraljica Klara |
| 2014 | Atomski z desne                  | Sonja          |
| 2015 | Leaves of the tree               | Nuna           |
| 2015 | Vrvež v moji glavi               | Mami           |
| 2015 | Dekleta ne jočejo                | Tatjana        |
| 2017 | Rudar                            |                |

### Televizija
- Teater Paradižnik (1994–1997) – Marjana Velepič
- Naša mala klinika Slovenija (2004–2007) – poslovna direktorica Magda Velepič
- Naša mala klinika Srbija (2007–2011) – Lili Muha

## Gledališče
- Cyrano de Bergerac, MGL, 2001 – kot Roksana
- Pygmalion, MGL, 1999 – kot Eliza Doolittle
- Ljudomrznik, MGL, 2007 – kot Celimena
- Tri sestre, MGL, 2008 – kot Irina
- Namišljeni bolnik, MGL, 2011 – kot Belina
- Punce in pol, MGL, 2008 – kot Marlena
- Zgodbe vsakdanje norosti, MGL, 2007 – kot Alice
- Osli, MGL, 2009 – kot Kleareta
- Čarovnice iz Eastwicka, MGL, 2012 – kot Alexandra Spofford
- Komedija z ženskami, MGL, 2013 – kot Hilde Prill

## Festivali

#### EMA
- 1997: Zbudi se (Saša Lošić – Zoran Predin – Saša Lošić, Saša Olenjuk) – 1. mesto (4.493 telefonskih glasov)
- 2018: Ljudje (Raay – Rok Lunaček – Raay, Krešimir Tomec)

#### Pesem Evrovizije
- 1997: Zbudi se (Saša Lošić – Zoran Predin – Mojmir Sepe) – 10. mesto (60 točk)

| Točke | Država                         |
| ----- | ------------------------------ |
| 12    | —                              |
| 10    | Rusija, Turčija                |
| 8     | —                              |
| 7     | Francija, Bosna in Hercegovina |
| 6     | —                              |
| 5     | Malta                          |
| 4     | Portugalska, Estonija          |
| 3     | Grčija, Islandija, Hrvaška     |
| 2     | Poljska, Ciper                 |
| 1     | —                              |

## Diskografija

### Albumi
| Leto | Album                                    | Skladbe |
| ---- | ---------------------------------------- | --- |
| 1997 | Zbudi se                                 | - Zbudi se - Waken Now |
| 1998 | Ko vse utihne                            | - Moja mala dlan (S. Lošič - M. Kačič - N. Babović) - Ko vse utihne (M. Vojniković - M. Vojniković, J. Zmazek, Tanja Ribič - N. Babović) - Simpatija (S. Lošić - S. Lošić, Tanja Ribič - S. Lošić) - Ni ljubezni zame, ne (N. Babović - N. Babović, Tanja Ribič, T. Kotčmrlj - N. Babović, B. Činč) - Zbudi se (S. Lošić - Z. Predin - S. Lošić, M. Sepe) - Brez tebe ne bi ... (M. Vojniković - M. Vojniković, Tanja Ribič - B. Vrane, B. Činč, Amala) - Julija (A. Mežek - A. Mežek - N. Babović) - Zdaj odpiram oči (G. Bregović - G. Bregović, Tanja Ribič - N. Babović, B. Činč) - Za vsako rano (E. Šaran - E. Šaran, Tanja Ribič - N. Babović) - Midva bi lahko (Z. Šipka - V. Žujo, Tanja Ribič - N. Babović)                                                                                |
| 2000 | To je zdaj amore, saj drugače se ne more | - Mambo italiano (Bob Merill - Andrej Rozman Roza - Nedim Babović) - Jablana (Nenad Koković - Nenad Koković - Nedim Babović) - Mesečina (Saša Lošić - Janez Zmazek Žan, Tanja Ribič - Nedim Babović) - 100 solzic (Tom Waits - Adi Smolar - Nedim Babović) - Trubadurji (Nedim Babović - Nedim Babović, Tanja Ribič - Nedim Babović) - Spomni se (ljudska - Adi Smolar - Nedim Babović) - Sanjam (Nenad Koković - Nenad Koković - Nedim Babović) - Roža (Gre za slovensko različico pesmi Ružica si bila, sada više nisi.) (Goran Bregović - Goran Bregović, Tanja Ribič, Igor Dajić - Nedim Babović) - Noro ljubim (Nedim Babović, Branko Đurić - Nedim Babović, Branko Đurić, Tanja Ribič - Nedim Babović) - Nič več te ni (Nedim Babović, Branko Đurić, Tanja Ribič - Mila Kačič - Nedim Babović) |

### Singli
- Vsemir
- V dolini tihi (duet s Perom Lovšinom)
- Sinoči sem na vasi bil (duet s Sašo Losićem)
- Lajanje v luno
- Na božični večer
- Novoletni objem

### Videospoti
- Zbudi se
- Brez tebe ne bi
- Za vsako rano
- Mambo Italiano
- Sinoči sem na vasi bil
- Novoletni objem